# 이문원 (희극인)
이문원(1983년 8월 5일 ~ )은 대한민국의 개그맨이다.

## 출연 작품
- 《개그야》 (MBC, 2006년)
- 《하땅사》 (MBC, 2009년)
- 《뮤직 코믹쇼》 (MBC MUSIC, 2012년)
- 《코미디에 빠지다》 (MBC, 2012년)
- 《켠김에 왕까지》 (온게임넷, 2013년)
- 《코미디의 길》 (MBC, 2014년)